# International University Liaison Indonesia
Die International Universität Liaison Indonesia (IULI) ist eine private Universität in BSD City (Tangerang Selatan) nahe Jakarta, die 2015 den Betrieb aufgenommen hat. Sie gilt als Vorposten des Europäischen Universitäts-Konsortiums in Indonesien. Derzeit teilt sich die Universität in zwei Campusse auf.

## Geschichte und rechtlicher Status der IULI
Mit der am 13. Juli 2012 vom indonesischen Parlament verabschiedeten „Higher Education Bill“ wurden die Voraussetzungen für das Engagement ausländischer Bildungseinrichtungen in Indonesien liberalisiert und internationalen Gepflogenheiten angenähert. Während bisher ausländische Bildungseinrichtungen realiter nur mit einer mit „A“ akkreditierten indonesischen Universität zusammenarbeiten durften, eröffnet das neue Gesetz die Möglichkeit zur Errichtung von Niederlassungen, in denen eigene Studiengänge angeboten werden können. Voraussetzung hierfür ist eine entsprechende Bewilligung in Indonesien sowie die Akkreditierung bzw. Anerkennung der ausländischen Bildungseinrichtung im Heimatland. Ferner ist eine Partnerschaft mit einer indonesischen Universität nachzuweisen.
Um die Vorgabe einer Partnerschaft mit einer indonesischen Universität zu erfüllen, dabei aber unabhängig von etablierten indonesischen Universitäten mit ihren oftmals starren Gremien agieren zu können, hat sich die Technische Universität Ilmenau entschlossen, eine eigene Universität nach indonesischem Recht einzurichten. Da es dazu eines eigenen Rechtskörpers bedarf, wurde am 21. Januar 2013 zunächst die Stiftung nach indonesischem Recht „International University Liaison Indonesia Foundation“ gegründet und notariell beglaubigt sowie vom zuständigen Ministerium registriert und genehmigt. Die Stiftung ist Träger der „International University Liaison Indonesia“ (IULI) als rechtlich geforderter indonesischer Universitätspartner für die Technische Universität Ilmenau und deren Partnerinstitutionen. Mit Schreiben vom 3. Oktober 2014 wurde vom indonesischen Ministerium für Bildung und Kultur die Lizenz für den Betrieb der Universität erteilt.

### Tätigkeit
Im Juli 2015 nahm die indonesische Universität International University Liaison Indonesia (IULI) in Jakarta mit etwa 150 Studienanfängern ihren Betrieb auf. Gemeinsam mit 14 europäischen Hochschulen bietet sie überwiegend ingenieurwissenschaftliche Studiengänge an, in denen die Studierenden mindestens ein Auslandssemester auch an einer der europäischen Hochschulen verbringen. Nach Beendigung ihres Studiums erhalten sie einen Double-Degree- also einen indonesischen akademischen Abschluss und einen Abschluss der jeweiligen ausländischen Partneruniversität, der in Indonesien ein Alleinstellungsmerkmal der IULI darstellt.
Das Projekt International University Liaison Indonesia (IULI) verfolgt den Aufbau einer eigenständigen Universität, vergleichbar den deutschen Hochschulen in Amman, Kairo, HoChiMinh-City, Istanbul u. a., allerdings erweitert durch europäische Hochschulen. Die Kooperationen werden im Europäischen Universitäts-Konsortium (EUC-IULI) gebündelt und durch die TU Ilmenau koordiniert.

### Finanzierung
Als Privatuniversität finanziert sich die IULI, wie in Indonesien üblich, über Studiengebühren. Diese liegen derzeit bei zwischen 213 und 230 Millionen Rupiah für den gesamten Studienzeitraum. An der Anschubfinanzierung beteiligt sich der Deutsche Akademische Austauschdienst mit rund 750.000 Euro.

## Fachbereiche
Die IULI hat drei Fakultäten:
- Faculty of Engineering
- Faculty of Life Sciences
- Faculty of Business & Social Sciences.

Folgende Studiengänge werden von deutschen Partnern gegenwärtig an die International University Liaison Indonesia exportiert:

### Bachelor-Studiengänge: Faculty of Engineering
| Bachelor-Studiengang                | Zugrunde liegender deutscher Studiengang | Partnerhochschule |
| ----------------------------------- | ---------------------------------------- | ----------------- |
| Automotive Engineering (Mech. Eng.) | Automobiltechnik                         | TU Ilmenau        |
| Aviation Engineering/Avionics       | Luftfahrttechnik                         | HS Osnabrück      |
| Computer Science                    | Informatik                               | TU Ilmenau        |
| Electrical Engineering              | Elektrotechnik                           | TU Ilmenau        |
| Industrial Engineering              | Industrial Engineering                   | FHS Erfurt        |
| Mechanical Engineering              | Maschinenbau                             | TU Ilmenau        |
| Mechatronics Engineering (El. Eng.) | Mechatronik                              | TU Ilmenau        |

Quelle: 

### Bachelor-Studiengänge: Faculty of Life Sciences
| Bachelor-Studiengang              | Zugrunde liegender deutscher Studiengang | Partnerhochschule |
| --------------------------------- | ---------------------------------------- | ----------------- |
| Biomedical Engineering            | Biomedizinische Technik                  | TU Ilmenau        |
| Chemical Engineering (Parm. Eng.) | Chemieingenieurwesen                     | TU Ilmenau        |
| Food Technology                   | Lebensmitteltechnologie                  | TU Ilmenau        |

Quelle: 

### Bachelor-Studiengänge: Faculty of Business and Social Sciences
| Bachelor-Studiengang                  | Zugrunde liegender deutscher Studiengang | Partnerhochschule                                         |
| ------------------------------------- | ---------------------------------------- | --------------------------------------------------------- |
| Aviation Management                   | Luftverkehrsmanagement                   | Europäische Partner-Universität                           |
| Hotel and Tourism Management          | Hotel and Tourism Management             | Europäische Partner-Universität                           |
| International Business Administration | Internationale Betriebswirtschaftslehre  | FHS Erfurt                                                |
| International Relations               | Internationale Beziehungen               | HS Rhein Waal oder andere europäische Partner-Universität |
| Management                            | Management                               | Europäische Partner-Universität                           |

Quelle: 

### Master-Studiengänge
| Master-Studiengang              | Zugrunde liegender deutscher Studiengang              | Partnerhochschule | Beginn des Studiengangs |
| ------------------------------- | ----------------------------------------------------- | ----------------- | ----------------------- |
| Biomedical Engineering          | Biomedizinische Technik                               | TU Ilmenau        | 7 / 2015                |
| Mechatronics                    | Mechatronik                                           | TU Ilmenau        | 7 / 2015                |
| Maritime Business and Logistics | Business Management / Seeverkehr, Nautik und Logistik | HS Flensburg      | 7 / 2016                |

### Merkmale der Export-Studiengänge
Damit sich die in Indonesien anzubietenden Studiengänge von dort existierenden abheben und eine hohe Attraktivität erlangen, wurde besonders darauf geachtet, dass sie besondere Merkmale aufweisen, wie:
- exzellente Qualität
- Vorlesungen und Studienunterlagen in Englisch
- ein Semester Studienaufenthalt / Praxissemester an der deutschen / europäischen Hochschule, von der der jeweilige Studiengang kommt

Ob ein Doppel- oder gemeinsamer Abschluss mit der jeweiligen Hochschule vergeben wird, richtet sich nach den rechtlichen Möglichkeiten der Partneruniversitäten, die aufgrund länderspezifischer gesetzlicher Vorgaben nicht einheitlich sind. Unabhängig hiervon müssen die nach Indonesien transferierten Studienprogramme auf die indonesischen Besonderheiten und Bedürfnisse abgestimmt werden. Hierzu zählt bspw. die verpflichtende gesetzliche Vorgabe, dass religiöse, staatskundliche und landessprachliche Themen vorzusehen sind.

## Studienjahr und Lehrkrafteinsatz
Um den Einsatz deutscher / europäischer Lehrkräfte in Indonesien zu erleichtern, beginnt das Studienjahr im Juli. Damit dauern die jeweils ungeraden Semester von Juli bis Dezember und die geraden Semester von Januar bis Juni. Durch diese Verschiebung eröffnet sich die Möglichkeit, die Vorlesungspausen in Deutschland / Europa (Februar / März bzw. August / September) gezielt für längere Lehraufenthalte in Indonesien zu nutzen.

## Studienaufenthalte in Deutschland/Europa
Aufbauend auf Erfahrungen, die die TU Ilmenau aus zahlreichen anderen Kooperationsprogrammen gewonnen hat, ist ein einsemestriger Studienaufenthalt in Deutschland respektive bei der den Studiengang anbietenden europäischen Hochschule im Curriculum verankert. Dieser liegt bei den in Indonesien vorgeschriebenen achtsemestrigen Bachelor-Studiengängen im 6. Semester. Bei den Master-Studiengängen richtet sich der Aufenthalt in Deutschland bzw. im Ausland individuell nach den jeweiligen Studienplänen. So sind bspw. auch Aufenthalte in anderen ASEAN-Ländern möglich, wenn sich dadurch ein Gewinn für den Studienerfolg erzielen lässt.

## Örtlichkeit: BSD City

### BSD City
Die Universität befindet sich in BSD City- einer aufstrebenden Projektregion im Raum Tangerang, die Stützpunkt zahlreicher internationaler Unternehmen geworden ist. Mit ihren abgeriegelten wie exklusiven Gated Communities, die vor Ort als "Cluster" bezeichnet werden, gilt sie jedoch auch als teures Pflaster für die gehobene Mittelschicht Indonesiens. Dadurch hebt sich das Gesamtareal letztlich stark vom Rest Tangerangs und dem Großraum Jakarta ab.
Das direkt um die Universität liegende Gebiet, der Green Office Park, gilt mit seiner modernen wie ökologischer Architektur und umweltfreundlicher wie einladender Umgebung als grüne Lunge von BSD City.
Neben der Universität befinden sich im Einzugsgebiet zahlreiche internationale Schulen, wie die Deutsche Internationale Schule Jakarta, Großunternehmen wie Unilever und zukünftige Forschungseinrichtungen u. a. von Apple. Andere Universitäten wie die Swiss German University sind auch zu finden.
Auch im Bau befindet sich unweit der Universität der "Digital Hub"- Indonesiens Silicon Valley und zukünftiges Epizentrum für technologische Entwicklungen im Bereich IT-Forschung, App-Entwicklungen und Mobilfunkgeräten. Dieses Projekt geht stark mit dem langfristigen Plan einer autonom-vernetzten und hoch-fortschrittlichen Stadt (Integrated Smart Digital City) einher.

### BSD OneSmile App
BSD City bietet seinen Bürgern mit der OneSmile App eine digitale und interaktive Möglichkeit, um den Lebensstandard zu steigern. So ist es möglich über diese App Auskunft über das Stadtleben zu erhalten, online Haushaltsbesorgungen durchzuführen, Bestellungen und Nahverkehrs-Tickets zu bezahlen oder mit dem GPS zu navigieren. Ferner macht eine integrierte e-Wallet die Bezahlung der Wasserrechnung und der Müllabfuhr-Gebühren möglich.
Bürger erhalten auch über einen Live-Chat Auskunft. Die App ist in Englisch gehalten.

### Anbindung
BSD City ist südlich der Universität mit der Serpong Railway Station und der Station Cisauk der staatlichen Eisenbahngesellschaft Kereta Api Indonesia an die Infrastruktur im Großraum Jakarta angeschlossen. Angrenzend an der Station Cisauk befindet sich auf dem Gelände einer Markthalle (Pasar Modern) ein Bus-Terminal. In ganz BSD gibt es vor allem in Nähe der Cluster Bushaltestellen für den innerstädtischen Verkehr.
Ebenfalls im Großraum und circa 1. Stunde entfernt befindet sich nördlich der internationale Flughafen Soekarno-Hatta- direkt erreichbar über eine Mautstrecke. BSD City ist insgesamt durch bereits ausgebaute Mautstrecken gut an die Mega-Metropole Jakarta angebunden. Eine weitere Mautstrecken in westliche Richtung und eine U-Bahn/S-Bahn Anbindung befinden sich in Planung.

## Studentenleben

### Campus
Die Universität teilt sich in zwei Campusse auf. The Breeze, ein Lifestyle Center mit regem gesellschaftlichen Leben, beherbergt das kleinere Campus und Office-Zentralen. Im Green Office Park Gebäude 6, ein ökologischer Neubau, befindet sich das zweite Campus. Beide Lokalitäten zeichnen sich durch einen für Indonesien relativ ungewohnten ästhetischen Bezug auf Umweltschutz und moderner Architektur aus.

### Studentenunterkunft
Die vor allem in Nähe der Universität gelegenen Wohnanlagen sind für den durchschnittlichen indonesischen Haushalt als sehr teuer zu betrachten. Günstigere Studentenwohnungen in Reihenhäusern sind für indonesische Studenten mit monatlichen Mietkosten von ca. 1–2 Millionen Rupiah noch erschwinglich. Deutlich teurer sind private Apartments in Hochhausanlagen ab ca. 4–5 Millionen Rupiah im Monat. In sogenannten Gated Communities befindliche exklusive Wohnhäuser oder zahlreiche Villen in Nähe abgehobener Golfanlagen prägen jedoch das Stadtbild von BSD City. Deshalb und auf Grund der wachsenden Popularität der Projektstadt sind stark ansteigende Mietkosten zu erwarten.

### Lebensunterhaltskosten
Die ansonsten aus westlicher Sicht günstigen Lebensunterhaltskosten in Indonesien sind in BSD City zu Weilen kaum vorzufinden. Auf Grund der von den Planern gewollten Exklusivität und damit in Verbindung stehender großer Nachfrage durch Expats, sind die Lebensunterhaltskosten in BSD City weitaus teurer als in anderen Teilen des Landes. Entsprechende Möglichkeiten sich günstig zu versorgen bestehen jedoch noch vor allem auf traditionellen Märkten oder Straßenständen. Diese sind von Einheimischen bevorzugt aber liegen weit außerhalb Zentral-BSD.

### Freizeit
BSD City und der Green Office Park definieren sich vor allem durch große Parkanlagen mit modernen Bauten. Freizeitbäder, Lifestylecenter und Shopping Malls, das Indonesia Convention Exhibition Centre – Schauplatz für internationale Messen oder großen Konzerten – und ein Stadtkurs prägen das Bild einer belebten wie erfrischenden Stadt.

## Sonstiges
Mediale Erwähnung findet IULI in Deutschland in der 3sat Dokumentation (Alb-)Traumjob Pilot. Die Dokumentation behandelt das steigende weltweite Sicherheitsrisiko in der Luftfahrt durch schlechte Ausbildungen, geringen Standards und widrigen Arbeitsbedingungen. IULI wird in diesem Zusammenhang als internationaler Vorreiter erwähnt, da die Universität mit indonesischen Luftfahrtgrößen ein einzigartiges Schulungsprogramm für zukünftige Piloten entwickelt.
Die enge Verbundenheit der Universität mit der Luftfahrt erklärt sich durch die Gründung durch Ilham Habibie, Sohn des in Deutschland studierten, ehemaligen indonesischen Präsidenten B. J. Habibie. I. Habibie ist ebenfalls ein in Deutschland studierter Luftfahrtingenieur und Mitbegründer des Luftfahrzeugherstellers PT Regio Aviasi Industri.

## Partneruniversitäten
- Technische Universität München (TUM) Asia, Singapore/Deutschland
- RWTH Aachen University, Deutschland
- Technische Universität Ilmenau TU-Ilmenau, Deutschland
- TU Chemnitz, Deutschland
- BIGT Bremerhaven, Deutschland
- FH Flensburg, Deutschland
- FH Osnabrück, Deutschland
- MCI Innsbruck, Österreich
- Johannes Kepler Universität Linz, Österreich
- ETH Zürich: Singapore-ETH-Centre
- Universität Zadar, Kroatien
- Universität Zagreb, Kroatien
- Hochschule Rhein-Waal, Deutschland
- Hochschule Offenburg, Deutschland